# یونس ساری
یونس ساری (انگلیسی: Yunus Sarı؛ متولد ۲۱ ژانویه ۱۹۹۱) یک تکواندوکار ترک است که در دسته سبک‌وزن شرکت می‌کند. این ورزشکار دانشجوی تربیت بدنی و ورزش در دانشگاه سلجوق در قونیه است. دو برادر وی علی و طلحه نیز از تکواندوکاران موفق هستند.
وی در مسابقات قهرمانی تکواندو جهان ۲۰۱۱ که در گیونگجو کره جنوبی برگزار شد، در دسته سبک‌وزن مدال نقره را از آن خود کرد. وی در بازی‌های مدیترانه ای سال ۲۰۱۳ که در مرسین ترکیه برگزار شد، در وزن ۸۰ کیلوگرم برنده مدال برنز شد.

## سوابق مدال
- مسابقات قهرمانی تکواندو قهرمانان اروپا در سال ۲۰۰۵ در پالرمو، ایتالیا - نقره
- بازی‌های ۲۰۰۷ دریای سیاه در ترابزون، ترکیه -  طلا
- مسابقات تکواندوی قهرمانی نوجوانان اروپا ۲۰۰۷ در باکو، آذربایجان - نقره
- مسابقات جهانی تکواندو دانشگاهی ۲۰۱۰ در ویگو، اسپانیا - برنز
- مسابقات جهانی تکواندو ۲۰۱۰ تیم‌ها در ارومچی، چین - برنز
- یونیورسیاد تابستانی ۲۰۱۱ در شنزن، چین -  نقره
- مسابقات جهانی تکواندو ۲۰۱۱ در گیونگجو، کره جنوبی. - نقره
- مسابقات جهانی تکواندو دانشگاهی ۲۰۱۲ در پچئون، کره جنوبی - طلا
- مسابقات تکواندو باشگاه‌های اروپا در سال ۲۰۱۳ در آتن، یونان. - طلا
- مسابقات تکواندو قهرمانی اروپا ۲۰۱۶ در مونترو سوئیس - نقره